# Mikroregion Jihlavsko
Mikroregion Jihlavsko byl svazek obcí v okresu Jihlava, jeho sídlem byla Jihlava a jeho cílem byl rozvoj regionu. Sdružoval celkem 10 obcí a byl založen v roce 2002, zanikl v roce 2010.

## Obce sdružené v mikroregionu
- Bílý Kámen
- Čížov
- Rančířov
- Smrčná
- Vílanec
- Cerekvička-Rosice
- Hybrálec
- Rantířov
- Vyskytná nad Jihlavou
- Jihlava